# Editors
Editors is een Britse indierockband, bestaande uit Tom Smith (zang/gitaar), Russell Leetch (basgitaar), Ed Lay (drums), Justin Lockey (gitaar) en Eliott Williams (keyboards, gitaar). Tot april 2012 maakte ook gitarist Chris Urbanowicz deel uit van de band.
Het debuutalbum The Back Room, met als bekendste single "Munich", werd in 2005 uitgebracht en werd genomineerd voor een Mercury Music Prize. Het vervolgalbum, An End Has a Start, kwam in 2007 uit en bevatte onder meer de hitsingle "The Racing Rats". Later werden ook nog de albums In This Light and on This Evening (2009), The weight of your love (2013), In dream (2015) en Violence (2018) uitgebracht.

## Biografie
De vier bandleden kwamen voor het eerst bijeen toen ze in 2000 allemaal de Music Technology-lessen gingen volgen op Staffordshire University. Daar merkten ze dat ze alle vier dezelfde muzieksmaak hadden. Ze begonnen een band en kozen Pilot als naam. De eerste optredens vonden plaats in de omgeving van Wolverhampton, Birmingham en Stafford. Toen de band erachter kwam dat er in de jaren 70 al een band genaamd Pilot bestond, veranderden ze hun naam in The Pride. Onder deze naam maakten ze hun eerste demo, met nummers als "Come share the view" en "Forest fire". Ze zetten deze nummers op het internet en kregen daarop positieve berichten. Nu het goed begon te gaan, besloot de band wederom een andere naam te gebruiken: Snowfield. Tijdens die periode was de drummer Geraint Owen, die later werd vervangen door Ed Lay. In de herfst van 2003 rondden de vier bandleden hun studie af en verhuisden ze naar Birmingham om zich volledig op de band te storten.

### The back room
In 2004 kregen platenmaatschappijen belangstelling voor de groep. De band wachtte echter op een onafhankelijk platenlabel, zodat ze vrijheid hadden in het maken van een album. Eind 2004 tekende Editors een platencontract bij Kitchenware Records. Omdat ze het contract als een nieuw begin zagen, besloten ze de naam van de band te veranderen in Editors. Het jaar 2004 ging verder voor de band als voorprogramma van Oceansize en The Bravery. Op 24 januari 2005 werd de eerste single "Bullets" uitgebracht, waarvan 500 exemplaren werden gemaakt. Deze single werd geproduceerd door Gavin Monaghan en alle exemplaren werden binnen een dag verkocht. Bullets eindigde op plaats 34 in de Britse hitlijst.
De volgende single, "Munich", kwam in april uit en eindigde op plaats 22. De derde single werd "Blood". Op 25 juni 2005 kwam het debuutalbum The Back Room uit. Het haalde in de eerste week plaats 13 in de Britse hitlijst en werd in die eerste week 17.627 maal verkocht. Het album werd in totaal bijna 1 miljoen keer verkocht. Omdat de band nu pas echt bekendheid kreeg, werd besloten "Bullets" en "Munich" opnieuw uit te brengen. Hetzelfde gebeurt later ook met "Blood". The Back Room kwam in de Verenigde Staten pas uit op 21 maart 2006. Daar werd de belangrijkste single "Munich". Ze speelden in 2005 op Pukkelpop en in het voorprogramma van Franz Ferdinand. In 2006 stonden ze voor eerste keer op het podium van Rock Werchter. Ook stonden zij in 2006 op Pinkpop. In de zomer van 2006 speelde de band enkele nieuwe nummers: Weight of the World en Bones.

### An End Has a Start

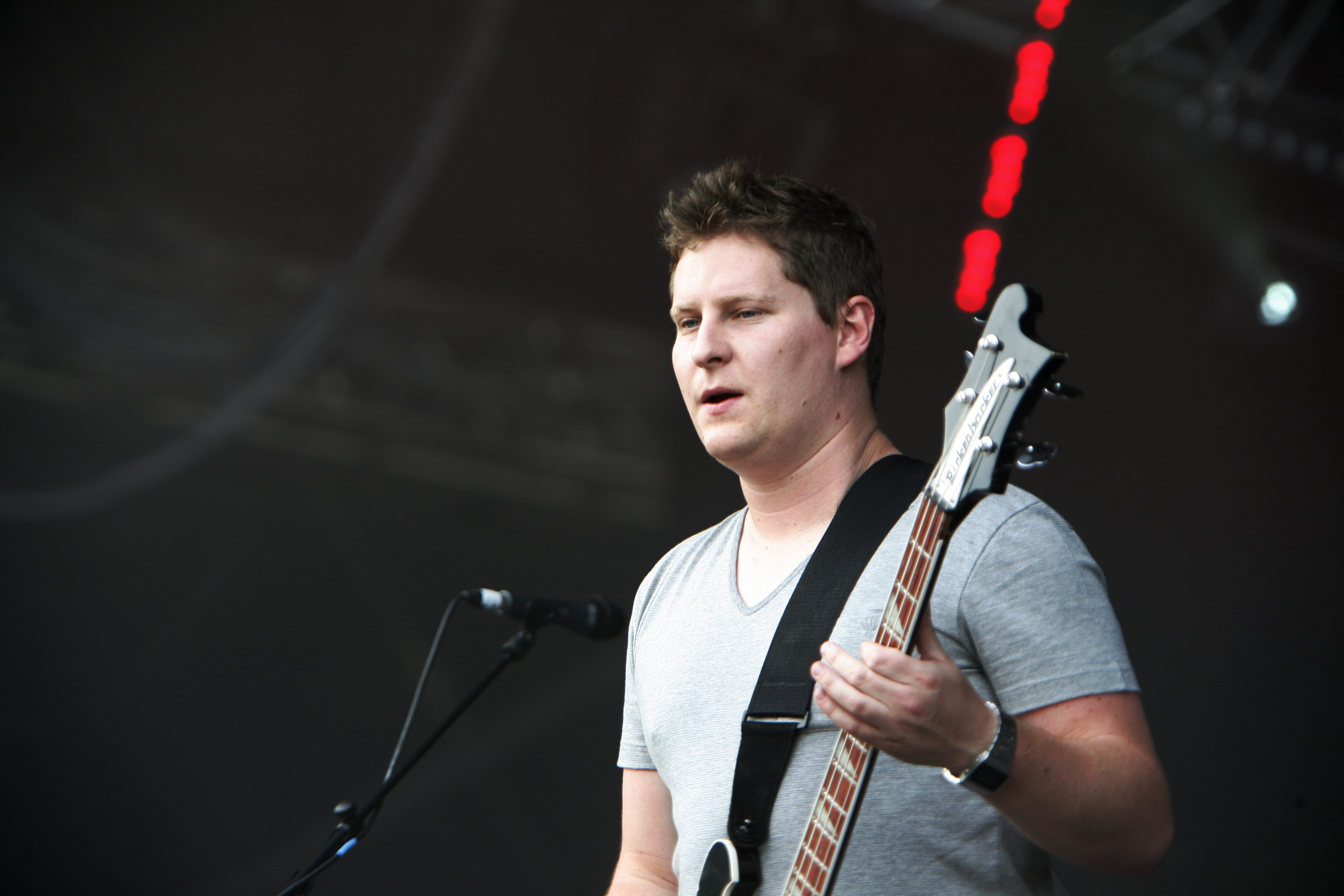
Russell Leetch op Eurockéennes 2007

De bandleden vertrokken naar Grouse Lodge, een studio in Ierland om het tweede album op te nemen. Als producer kiest de band Garret Lee, die met ze meereist. De nummers worden in de Olympic Studios gemixt door Cenzo Townsend. Het album An End Has a Start wordt op 25 juni 2007 uitgebracht en brengt de eerste single "Smokers Outside the Hospital Doors" met zich mee. Dit nummer wordt later uitverkozen tot VPRO's Song van het Jaar 2007. In de Verenigde Staten wordt het album op 17 juli uitgebracht. De tweede single is "An End Has a Start", gevolgd door "The Racing Rats". Deze single behaalde als eerste de Nederlandse Top 40.
Na het uitbrengen van het album begint Editors aan een tournee door Europa, waarin Nederland zesmaal wordt aangedaan. Op 6 juni 2007 speelt de band in de Melkweg (Amsterdam). Daarna is de band te zien op Lowlands 2007, gevolgd door twee concerten achter elkaar in Tilburg en Amsterdam (ditmaal Paradiso). In 2008 vertrekt de band naar de Verenigde Staten voor een tournee, met als voorprogramma Hot Hot Heat en Louis XIV. Na deze toer speelt de band enkele concerten in Europa. Op 12 maart 2008 is de band weer op een andere locatie in Amsterdam, ditmaal in de Heineken Music Hall. Omdat vrijwel elk Nederlands concert binnen dagen was uitverkocht, werd een extra concert ingelast in het Paard van Troje (Den Haag, 29 november). Ook deden ze in 2008 de 39e editie van Pinkpop aan. Ze speelden op het hoofdpodium van Pukkelpop 2008 en daarnaast gaven ze ook het duizendste concert ooit op Rock Werchter, tijdens de editie van 2008. Hierna waren ze de afsluiter op Lowlands 2008.

### In this light and on this evening
In aanloop naar het derde album van de Editors maakte zanger Smith bekend dat het een nieuwe en ruwere sound zou bevatten. Rond januari 2009 waren er achttien nummers geschreven voor dit album, opgenomen in de studio vanaf oktober 2008. Op 8 april werd een video getoond met daarin informatie over de voortgang van het opnameproces. Mark 'Flood' Ellis zou de producer zijn.
Editors sloeg met deze nieuwe en gewaagde stijl de elektronische weg in. De band zelf vergeleek de nieuwe sound vooral met het Terminator-thema. Smiths teksten werden iets duisterder.
Het album kreeg de titel In This Light and on This Evening en verscheen op 12 oktober 2009. De eerste single hiervan werd "Papillon". Begin september 2009 was Editors de eerste band was die op de nieuwe O2 Academy Birmingham optrad.
De band heeft na het uitbrengen van het album meerdere optredens verzorgd. In België vond het eerste optreden plaats op 7 november in Vorst Nationaal. Later in november kondigden Editors een extra concert aan in België in de Lotto Arena te Antwerpen op 30 april 2010. Dit concert was, in tegenstelling tot dat in Vorst, vrijwel meteen uitverkocht. Editors stonden ook nog op zaterdag 30 mei op Pinkpop in Landgraaf, en op 19 juni stonden ze in het voorprogramma van Muse, in het Goffertpark Nijmegen. Op 2 juli 2010 waren ze ook live te zien op het hoofdpodium van Rock Werchter.

### Het vierde album, het vertrek van Chris Urbanowicz en een zomertournee
Eind november 2010 werd bekend dat Editors bezig was met het vierde album, opnieuw geproduceerd door Flood. Op 26 maart 2011 trad Editors op als hoofdact in de Royal Albert Hall voor de Teenage Cancer Trust. Tijdens deze show werden twee nieuwe nummers gespeeld: Two hearted spider en "The sting". In oktober 2011 gaf zanger Tom Smith in een interview aan dat het nieuwe album, wederom, vooral elektronisch gefocust zal zijn.
Op 16 april 2012 werd bekend dat gitarist Chris Urbanowicz de band had verlaten, vanwege een verschil in opvatting over de muzikale richting die de band wilde inslaan. In juni speelde de band, met een nieuwe gitarist en een toetsenist, vier liveshows, waarvan twee in HMV Institute in Birmingham op 26 en 27 juni. Op 29 juni speelde Editors op het Main Square Festival in Arras, Frankrijk, en op 30 juni 2012 speelde Editors haar grootste show tot dan toe, als headliner op Rock Werchter in België. Tijdens deze vier shows werden, naast een nieuwe versie van "Two hearted spider", nog twee nieuwe nummers gespeeld: "Sugar" en "Nothing".

### The Weight of Your Love
Begin 2013 nam de band zijn vierde studioalbum op in Nashville. Dit keer niet met producer Flood, maar met de producer van Kings of Leon (Jacquire King). Tom Smith maakte dit bekend in een interview en via Twitter. Het album, The weight of your love, dat eind juni 2013 verscheen, was geïnspireerd op Amerikaanse bands zoals R.E.M. en Arcade Fire. Smith zei: "I've talked for a long time about my love of American bands like R.E.M. and Arcade Fire, and that's the type of sound our new songs are going towards. They're more straightforward than our last album."
Dit album werd gemaakt met twee nieuwe bandleden: Justin Lockey (leadgitaar) en Elliott Williams (toetsen, synthesizers, gitaar en achtergrondzang). Zij speelden voor het eerst mee op Rock Werchter 2012, daarna maakten zij ook deel uit van de band.
De eerste single van het album, "A Ton of Love", werd 3FM Megahit.
Op 7 juli 2013 sloten ze Rock Werchter af en het eind van het jaar speelden ze in de grote zalen van Europa. Zo werd de Ziggo Dome (Amsterdam) en het Sportpaleis in België aangedaan.

### In dreamenViolence
Op 2 oktober 2015 kwam het vijfde album In dream uit. Op 9 maart 2018 verscheen het zesde album Violence.

### EBM
EBM verscheen in september 2022. De eerste single hieruit was Heart Attack.

## Muziekstijl
Editors wordt vaak in het rijtje gezet met de opkomst van Engelse indie-bands aan het begin van de 21e eeuw. De band wordt vaak vergeleken met Joy Division, de stem van Ian Curtis (Joy Division), Echo & The Bunnymen en Brendan Perry (Dead Can Dance). De Engelse pers noemt Editors ook het Engelse antwoord op Interpol uit Amerika en trekt vergelijkingen met Bloc Party.

## Discografie

### Albums
| Album met eventuele hitnotering(en) in de Nederlandse Album Top 100 | Datum van verschijnen | Datum van binnenkomst | Hoogste positie | Aantal weken | Opmerkingen   |
| ------------------------------------------------------------------- | --------------------- | --------------------- | --------------- | ------------ | ------------- |
| The Back Room                                                       | 25-07-2005            | 30-07-2005            | 30              | 22           |               |
| An End Has a Start                                                  | 22-06-2007            | 30-06-2007            | 2               | 54           |               |
| In This Light and on This Evening                                   | 09-10-2009            | 17-10-2009            | 3               | 33           |               |
| The weight of your love                                             | 28-06-2013            | 06-07-2013            | 1(2wk)          | 34           |               |
| In dream                                                            | 02-10-2015            | 10-10-2015            | 1(1wk)          | 18           |               |
| Violence                                                            | 09-03-2018            | 17-03-2018            | 2               | 8            |               |
| The blanck mass sessions                                            | 13-04-2019            | 11-05-2019            | 36              | 1            |               |
| Black gold - Best of Editors                                        | 25-10-2019            | 02-11-2019            | 8               | 1            | Verzamelalbum |

| Album met hitnotering(en) in de Vlaamse Ultratop 200 albums | Datum van verschijnen | Datum van binnenkomst | Hoogste positie | Aantal weken | Opmerkingen |
| ----------------------------------------------------------- | --------------------- | --------------------- | --------------- | ------------ | ----------- |
| The Back Room                                               | 25-07-2005            | 06-08-2005            | 53              | 16           |             |
| An End Has a Start                                          | 22-06-2007            | 30-06-2007            | 5               | 56           |             |
| In This Light and on This Evening                           | 09-10-2009            | 17-10-2009            | 2               | 34           | Goud        |
| The Weight of Your Love                                     | 28-06-2013            | 06-07-2013            | 1(4wk)          | 86           | Goud        |
| In dream                                                    | 02-10-2015            | 10-10-2015            | 1(2wk)          | 69           | Goud        |
| Violence                                                    | 09-03-2018            | 17-03-2018            | 1(1wk)          | 44*          |             |

### Singles
| Single met eventuele hitnotering(en) in de Nederlandse Top 40 | Datum van verschijnen | Datum van binnenkomst | Hoogste positie | Aantal weken | Opmerkingen                 |
| ------------------------------------------------------------- | --------------------- | --------------------- | --------------- | ------------ | --------------------------- |
| Munich                                                        | 2005                  | -                     |                 |              | Nr. 97 in de Single Top 100 |
| Smokers Outside the Hospital Doors                            | 2007                  | -                     | -               | -            | Nr. 89 in de Single Top 100 |
| An End Has a Start                                            | 2007                  | -                     | -               | -            | Nr. 90 in de Single Top 100 |
| The Racing Rats                                               | 2007                  | 01-12-2007            | 12              | 6            | Nr. 20 in de Single Top 100 |
| Papillon                                                      | 2009                  | 24-10-2009            | 23              | 5            | Nr. 16 in de Single Top 100 |
| No Sound but the Wind (Live at Rock Werchter 2010)            | 2010                  | -                     | -               | -            | Nr. 72 in de Single Top 100 |
| A Ton of Love                                                 | 06-05-2013            | 18-05-2013            | tip3            | -            | Nr. 54 in de Single Top 100 |

| Single met hitnotering(en) in de Vlaamse Ultratop 50 | Datum van verschijnen | Datum van binnenkomst | Hoogste positie | Aantal weken | Opmerkingen                |
| ---------------------------------------------------- | --------------------- | --------------------- | --------------- | ------------ | -------------------------- |
| Smokers Outside the Hospital Doors                   | 2007                  | 14-07-2007            | 47              | 1            |                            |
| An End Has a Start                                   | 2007                  | 01-09-2007            | tip3            | -            |                            |
| The Racing Rats                                      | 2007                  | 29-12-2007            | 36              | 7            |                            |
| Bones                                                | 2008                  | 23-08-2008            | tip10           | -            |                            |
| Papillon                                             | 2009                  | 03-10-2009            | 1(1wk)          | 29           | Nr. 2 in de Radio 2 Top 30 |
| You Don't Know Love                                  | 2010                  | 09-01-2010            | tip7            | -            |                            |
| No Sound but the Wind (Live at Rock Werchter 2010)   | 2010                  | 24-07-2010            | 1(2wk)          | 24           | Goud                       |
| A Ton of Love                                        | 2013                  | 18-05-2013            | 32              | 6            |                            |
| Formaldehyde                                         | 2013                  | 24-08-2013            | tip5            | -            |                            |
| Honesty                                              | 2013                  | 09-11-2013            | tip3            | -            |                            |
| Sugar                                                | 2014                  | 22-03-2014            | tip4            | -            |                            |
| What Is This Thing Called Love                       | 2014                  | 16-08-2014            | tip7            | -            |                            |
| No Harm                                              | 2015                  | 25-04-2015            | tip66           | -            |                            |
| Life Is a Fear                                       | 2015                  | 10-10-2015            | 40              | 2            |                            |
| Ocean of Night                                       | 2015                  | 28-11-2015            | tip1            | -            |                            |
| Forgiveness                                          | 2016                  | 23-04-2016            | tip46           | -            |                            |
| All the Kings                                        | 2016                  | 17-09-2016            | 47              | 2            |                            |
| Magazine                                             | 2018                  | 20-01-2018            | tip1            | -            |                            |
| Darkness at the Door                                 | 2018                  | 26-05-2018            | tip16           | -            |                            |
| Cold                                                 | 2018                  | 27-10-2018            | tip29           | -            |                            |
| Barricades                                           | 2019                  | 30-03-2019            | tip30           | -            |                            |
| Frankenstein                                         | 2019                  | 22-06-2019            | tip             | -            |                            |
| Black Gold                                           | 2019                  | 14-09-2019            | tip32           | -            |                            |
| Just like Christmas                                  | 2019                  | 28-12-2019            | tip             | -            |                            |
| Upside Down                                          | 2020                  | 15-02-2020            | tip30           | -            |                            |

### NPO Radio 2 Top 2000
| Nummers met noteringen in de NPO Radio 2 Top 2000 | '14  | '15  | '16  | '17  | '18  | '19  | '20  | '21  | '22  | '23  | '24  |
| ------------------------------------------------- | ---- | ---- | ---- | ---- | ---- | ---- | ---- | ---- | ---- | ---- | ---- |
| A Ton of Love                                     | 1164 | 1153 | 1359 | 1359 | 1397 | 1761 | 1922 | -    | -    | -    | -    |
| An End Has a Start                                | -    | -    | -    | -    | 1581 | 1400 | 1723 | 1804 | 1664 | 1724 | 1751 |
| Munich                                            | -    | -    | -    | -    | 1297 | 1375 | 1205 | 1205 | 1208 | 1062 | 1138 |
| Ocean of Night                                    | ×    | -    | 1946 | 1705 | 1865 | 1831 | -    | -    | -    | -    | -    |
| Papillon                                          | 352  | 238  | 243  | 194  | 214  | 206  | 228  | 252  | 248  | 248  | 298  |
| Smokers Outside the Hospital Doors                | 594  | 262  | 312  | 325  | 390  | 380  | 417  | 449  | 472  | 530  | 539  |
| The Racing Rats                                   | -    | -    | 1134 | 972  | 1154 | 1327 | 1335 | 1608 | 1603 | 1783 | 1812 |

1. ↑  Een '-' betekent dat het nummer niet was genoteerd, een '×' betekent dat het nummer nog niet was uitgebracht en een vetgedrukt getal geeft de hoogste notering van een nummer aan.
2. ↑  2014 was het eerste jaar met een notering voor Editors.